# Lümatu (Lüganuse)
Lümatu (Duits: Lümmat) is een plaats in de Estlandse gemeente Lüganuse, provincie Ida-Virumaa. De plaats heeft de status van dorp (Estisch: küla). In 2000 had het 4 inwoners en in 2021 nog steeds.
Lümatu hoorde tot in 2013 bij de gemeente Maidla. In dat jaar werd Maidla bij de gemeente Lüganuse gevoegd.

## Geschiedenis
Lümatu werd in 1765 voor het eerst genoemd onder de naam Limate Jaan, een boerderij die viel onder het dorp Soonurme. In 1796 werd de plaats genoemd onder de naam Limato, een dorp op het landgoed van Hirmus (Hirmuse).
Tussen 1926 en 1972 had Lümatu een halte aan de spoorlijn Sonda-Mustvee.